# Cheyenne County (Colorado)
Cheyenne County is een county in de Amerikaanse staat Colorado.
De county heeft een landoppervlakte van 4.614 km² en telt 2.231 inwoners (volkstelling 2000). De hoofdplaats is Cheyenne Wells.